# شينيتشي سوزوكي
شينيتشي سوزوكي (باليابانية: 鈴木鎮一؛ بالكانا: すずき しんいち) هو عالم موسيقى وأستاذ جامعي وعازف كمان ومدرس ياباني، ولد في 17 أكتوبر 1898 في ناغويا في اليابان، وتوفي بنفس المكان في 26 يناير 1998.

## وصلات خارجية
- شينيتشي سوزوكي على موقع ميوزك برينز (الإنجليزية)